# Isopterygium nematosum
Isopterygium nematosum är en bladmossart som beskrevs av Brotherus och Jean Édouard Gabriel Narcisse Paris 1904. Isopterygium nematosum ingår i släktet Isopterygium och familjen Hypnaceae. Inga underarter finns listade i Catalogue of Life.